# Emmelsbüll-Horsbüll
Emmelsbüll-Horsbüll est une commune de l'arrondissement de Frise-du-Nord, Land de Schleswig-Holstein.

## Géographie
Emmelsbüll-Horsbüll est un habitat dispersé qui couvre le village étirée le long de la rue principale d'Emmelsbüll, le terp d'Alt-Horsbüll, autrefois une hallig, et d'autres hameaux.

## Histoire
Horsbüll est mentionnée pour la première fois en 1231, dans le Liber Census Daniæ. L'église date de cette époque. Les tempêtes ont détruit plusieurs fois la digue, forçant le village à se déplacer de l'autre côté de l'église. Mais aujourd'hui elle ne se trouve plus le long de la mer du Nord, mais à côté de Friedrich-Wilhelm-Lübke-Koog. 
Le nom du village viendrait d'une légende selon laquelle un habitant a sauvé l'église de la tempête en la tirant avec son cheval ("hors").
L'église Sainte-Marie date du XIIIe siècle, époque dont il reste les fonts baptismaux. La communauté était assez riche. Avant la Réforme, ils possédaient trois autels sculptés gothiques. Ils sont démolis en 1780 pour accueillir un autel baroque.
Emmelsbüll est aussi mentionnée dans le Liber Census Daniæ.
Emmelsbüll et Horsbüll sont réunis depuis le 1er février 1974.

## Église d'Emmelsbüll

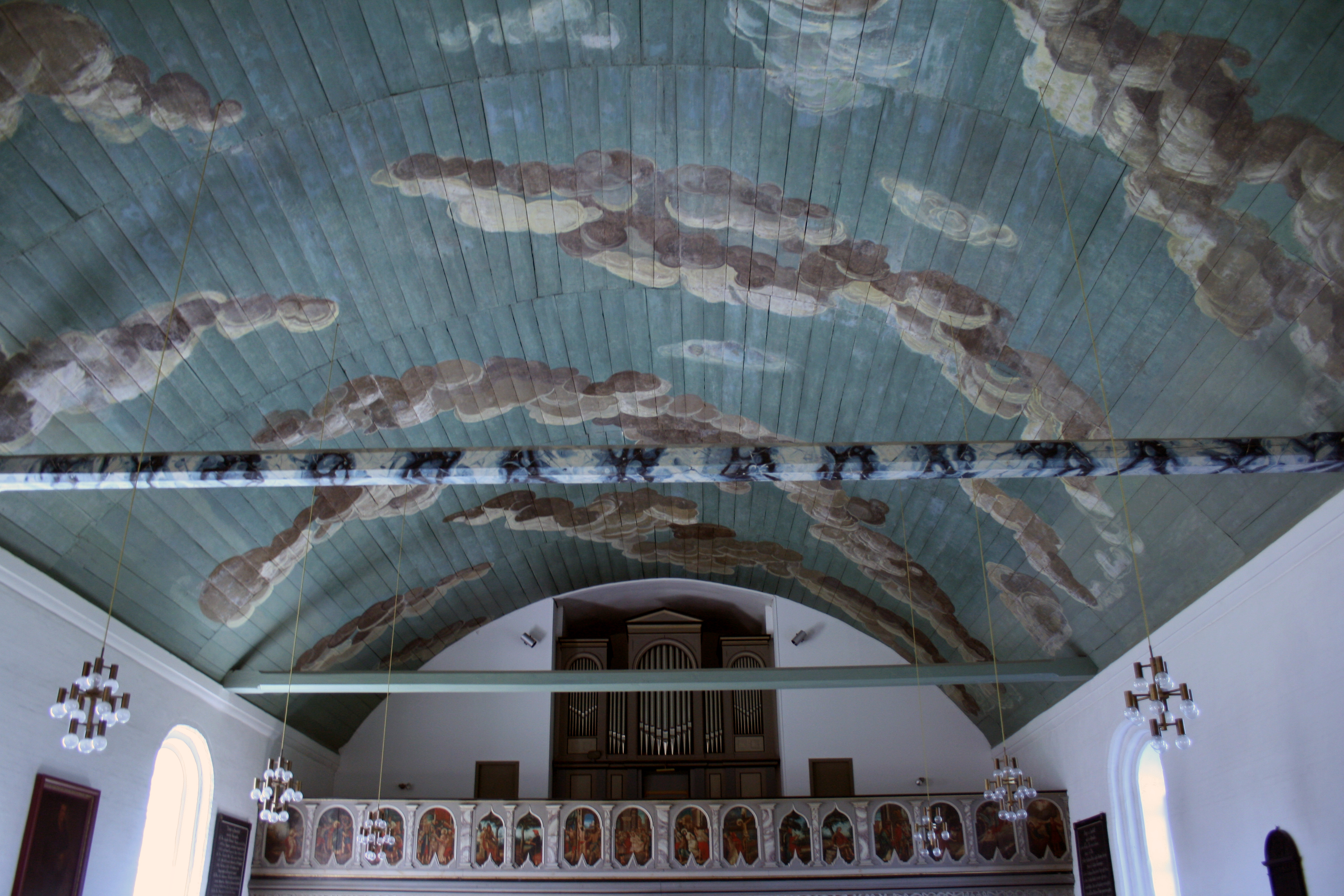
Plafond de l'église d'Emmelsbüll

Emmelsbüll possède une église pittoresque de 1768 avec une voûte peinte au motif du ciel. Elle est surtout l'héritage de celle bâtie durant le règne de Valdemar II de Danemark dont il reste un linteau orné d'animaux de la mythologie germanique comme le dragon ou le sanglier (la Judensau).
La chaire et l'autel sont de l'époque baroque, ressemblant à ceux de l'église de Tønder. Le peintre Carl Ludwig Jessen fait deux tableaux qui sont posés de chaque côté. 

## Personnalités liées à la ville
- Thomas Christian Tychsen (1758-1834), théologien né à Horsbüll.